# La Grimaudière

La Grimaudière este o comună în departamentul Vienne, Franța. În 2009 avea o populație de 387 de locuitori.